# Ernst Zierke
Ernst Zierke (ur. 6 maja 1905 w Krępie, zm. 23 maja 1972 w Celle) – niemiecki robotnik i pielęgniarz, uczestnik akcji T4, członek personelu obozów zagłady w Bełżcu i Sobiborze. Po wojnie sądzony w Niemczech Zachodnich w procesach załóg Bełżca i Sobiboru, dwukrotnie uniewinniony.

## Życiorys
Urodził się we wsi Krampe w powiecie Köslin (ob. Krępa w powiecie koszalińskim). Był synem kolejarza. Po ukończeniu szkoły podstawowej pracował jako robotnik leśny, później terminował na kowala. Od 1925 roku pracował w rolnictwie. Po wybuchu wielkiego kryzysu stracił pracę i był zmuszony utrzymywać się z zasiłku dla bezrobotnych. Poszukując stabilnego źródła zarobku, rozpoczął w 1934 roku kurs na pielęgniarza psychiatrycznego. Zarówno w czasie stażu, jak i po uzyskaniu uprawnień pracował w szpitalu psychiatrycznym w Neuruppin.
W 1939 roku został przydzielony do personelu akcji T4, czyli tajnego programu eksterminacji osób psychicznie chorych i niepełnosprawnych umysłowo. Początkowo służył w „ośrodku eutanazji” w Grafeneck – jako pielęgniarz eskortujący ofiary podczas transportu z różnych zakładów psychiatrycznych. Był także pomocnikiem fotografa. Wiosną 1941 roku, po zamknięciu ośrodka w Grafeneck, został przeniesiony do ośrodka w Hadamarze. Pod koniec 1941 roku oddelegowano go do szpitala psychiatrycznego w Eichbergu. W pierwszych miesiącach 1942 roku w mundurze Organizacji Todt służył na froncie wschodnim (rejon Wiaźmy). Oficjalnie jego zadaniem była opieka nad rannymi żołnierzami. Po powrocie do Niemiec pracował przez krótki czas w Eichbergu i Hadamarze.
Podobnie jak wielu innych weteranów akcji T4 został przeniesiony do okupowanej Polski, aby wziąć udział w eksterminacji Żydów. W czerwcu 1942 roku rozpoczął służbę w obozie zagłady w Bełżcu. Służył na terenie tzw. obozu I: na rampie oraz w rozbieralni, w której Żydzi udający się do komór gazowych musieli rozebrać się do naga i oddać wszystkie wartościowe przedmioty. W marcu 1943 roku, gdy przystąpiono do likwidacji obozu, został przeniesiony do obozu pracy w Dorohuczy. Gdy w listopadzie 1943 roku w związku z akcją „Erntefest” przeprowadzono tam likwidację żydowskich więźniów, Zierke eskortował ofiary do miejsca straceń w Trawnikach. Następnie został wysłany do obozu zagłady w Sobiborze, gdzie w tym czasie prowadzone były prace likwidacyjne. Po ich zakończeniu, jako członek kordonu zabezpieczającego, uczestniczył w egzekucji ostatniej grupy więźniów.
Podobnie jak większość weteranów akcji „Reinhardt” został przeniesiony do Einsatz R operującej na wybrzeżu Adriatyku. Zadaniem tej jednostki była likwidacja miejscowych Żydów oraz walka z jugosłowiańską i włoską partyzantką. W maju 1945 roku dostał się do amerykańskiej niewoli. W obozie jenieckim przebywał do wiosny następnego roku. 24 stycznia 1947 roku został aresztowany pod zarzutem udziału w zbrodniach popełnionych w „ośrodku eutanazji” w Hadamarze. Był sądzony w drugim procesie personelu Hadamaru. Wyrokiem sądu krajowego we Frankfurcie nad Menem został uniewinniony ze względu na brak wystarczających dowodów winy (1948). Zamieszkał u swojej matki w Ratzeburgu, a po jej śmierci w 1962 roku – u swojej siostry w Südwinsen.
Był jednym z ośmiu byłych esesmanów sądzonych w procesie załogi Bełżca. W sierpniu 1963 roku zachodnioniemiecka prokuratura postawiła mu zarzut pomocnictwa w zamordowaniu co najmniej 360 tys. Żydów. Podobnie jak pozostali oskarżeni nie zaprzeczał swojemu udziałowi w Zagładzie, twierdził natomiast, że działał pod przymusem, nie mając możliwości sprzeciwienia się rozkazom przełożonych lub uzyskania przeniesienia z Bełżca. Argumenty te zostały zaakceptowane przez sąd krajowy w Monachium, który postanowieniem z 30 stycznia 1964 roku umorzył postępowanie przeciwko Zierkemu i sześciu innym oskarżonym.
Niedługo później Zierke ponownie stanął przed sądem, tym razem jako oskarżony w procesie załogi Sobiboru. Akt oskarżenia przeciwko niemu i jedenastu innym oskarżonym został wniesiony 30 czerwca 1964 roku. Postawiono mu zarzut pomocnictwa w zamordowaniu co najmniej 30 Żydów – ostatnich więźniów obozu, których zgładzono na przełomie listopada i grudnia 1943 roku. Przyjął tę samą linię obrony, co w przypadku procesu załogi Bełżca, utrzymując, że działał pod przymusem. Wyrokiem sądu krajowego w Hagen z 20 grudnia 1966 roku został uniewinniony.